# Marga Melià
Marga Melià Rigo (Palma, 1982) es una directora, guionista y productora de cine española.

## Trayectoria
A los dieciocho años se trasladó a Barcelona para estudiar en la Universidad Autónoma de Barcelona (UAB), se licencia en Periodismo y cursa el Máster de Escritura para Cine y Televisión. Inicialmente se dedicó al periodismo cultural, residiendo en el extranjero (Berlín, Bologna) y publicó un libro: Soportando el paraíso (Lunwerg, 2011). Más tarde retorna a Palma y comenzó a trabajar en el mundo del cine como montadora, guionista y directora, además de fundar su propia productora, Nuu Films. Forma parte de la Asociación de mujeres cineastas y de medios audiovisuales (CIMA), de la Academia de las Artes y las Ciencias Cinematográficas de España y fue presidenta de la Asociación de Cineastas de las Islas Baleares (ACIB) entre 2015 y 2016.

## Filmografía

### Largometrajes
| Año  | Título           | Notas                                            |
| ---- | ---------------- | ------------------------------------------------ |
| 2017 | Bittersweet Days | Directora, guionista y coproductora (con IB3 TV) |

### Cortometrajes
| Año  | Título                               | Notas                                            |
| ---- | ------------------------------------ | ------------------------------------------------ |
| 2014 | El síndrome del calcetín desparejado | Directora y guionista                            |
| 2020 | Ropa vieja                           | Directora, guionista y productora                |
| 2020 | Dona                                 | Directora, guionista y coproductora (con IB3 TV) |

### Documentales
| Año  | Título                          | Notas                             |
| ---- | ------------------------------- | --------------------------------- |
| 2014 | Un solitario baile con el miedo | Directora, guionista y productora |
| 2024 | Cien libros juntas              | Directora, guionista y productora |

También ha abordado otros géneros audiovisuales, como videoclips o anuncios publicitarios.

## Honores y distinciones
- Premio Castellitx al mejor cortometratge en catalán por Dona (2021)[16]
- Premio al mejor cortometraje en el Festival de cinema español de Marsella por Dona (2021)[17]
- Mención especial del jurado del Atlantida Film Fest por Cien libros juntas (2024)[18]